# Saison 2014-2015 du Racing Club de Narbonne Méditerranée
Cette page présente la saison 2014-2015 du Racing Club de Narbonne Méditerranée en Pro D2.

## Entraîneurs
- Justin Harrison : Entraineur principal
- Chris Whitaker : Entraineur adjoint

## La saison

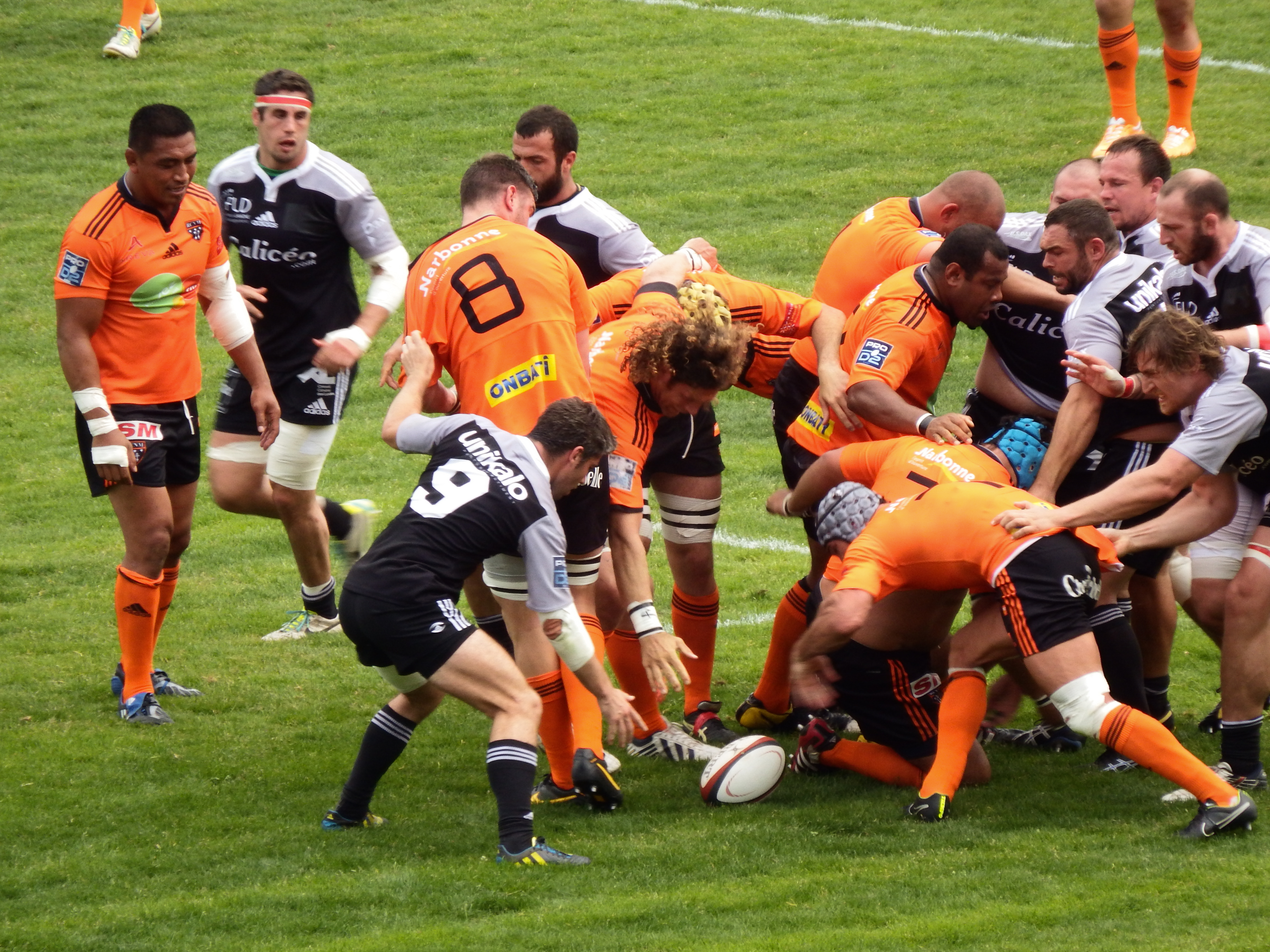
Après sa victoire à domicile contre l'US Dax lors de la 29e journée, le RC Narbonne assure son maintien en Pro D2.

Avec 11 victoires, 1 match nul et 18 défaites le RC Narbonne termine à la 14e place et parvient à échapper à la relégation en Fédérale 1 en battant l'US Dax lors de l'avant dernier match de la saison.
Terminant à la 5e place la saison dernière, c'est le pire des classements et la plus mauvaise saison depuis 2011. Avec 54 essais inscrits, soit 21 essais de moins que la saison précédente, et 70 essais encaissés, soit 19 de plus qu'en 2013-2014.
Les raisons de cette mauvaise saison sont multiples et parmi celles-ci on peut citer, entre autres, un budget modeste, 19 départs pour 9 arrivées à l'intersaison, un manque de communication de la part du staff australien, des relations tendues entre la structure pro et la structure amateur ainsi qu'avec avec la municipalité.
Toutefois de jeunes joueurs ont émergé comme Étienne Herjean, Romain Manchia, Tom Boidin... mais d'autres ont déçu tels Shaun Foley, Tyrone Smith, Francis Fainifo, Brett Sheehan...
Il est à signaler pendant l'intersaison la mort dans un accident de voiture de Jerry Collins dans la nuit du 4 au 5 juin 2015,,.

## Effectif
| Nom                  | Poste                  | Date de naissance | Nationalité sportive | Sélections | Club précédent           | Année d'arrivée au club |
| -------------------- | ---------------------- | ----------------- | -------------------- | ---------- | ------------------------ | ----------------------- |
| Grégory Fichten      | Pilier                 | 13/08/1990        | France               | -          | Formé au club            | 2010                    |
| Siua Halanukonuka    | Pilier                 | 08/09/1986        | Tonga                |            | Tasman Rugby Union       | 2015                    |
| Théo Michelle        | Pilier                 | 01/12/1994        | France               | -          | Formé au club            | 2014                    |
| Sébastien Petit      | Pilier                 | 15/07/1978        | France               | -          | Lyon OU                  | 2012                    |
| Ted Postal           | Pilier                 | 16/05/1991        | Australie            | -          | Queensland Reds          | 2013                    |
| Tommy Raynaud        | Pilier                 | 13/06/1994        | France               | -          | Formé au club            | 2014                    |
| Sofiane Said         | Pilier                 | 13/08/1991        | France               | -          | Pays d'Aix rugby club    | 2013                    |
| Stan Wright          | Pilier                 | 29/09/1978        | Îles Cook            | -          | Stade Français           | 2013                    |
| Benoît Zanon         | Pilier                 | 28/07/1985        | France               | -          | Tarbes PR                | 2013                    |
| Cyril Deligny        | Talonneur              | 22/06/1992        | France               | -          | Stade Toulousain         | 2013                    |
| Huia Edmonds         | Talonneur              | 20/10/1981        | Australie            |            | Gloucester Rugby FC      | 2014                    |
| Jean-Charles Fidinde | Talonneur              | 10/05/1992        | France               | -          | Union Bordeaux Bègles    | 2014                    |
| Sunia Koto           | Talonneur              | 15/04/1980        | Fidji                |            | London Welsh             | 2009                    |
| Jeremy Lenaerts      | Deuxième ligne         | 13/11/1992        | Belgique             | -          | RC Toulon                | 2014                    |
| Hans N'Kinsi         | Deuxième ligne         | 21/09/1992        | France               | -          | AS Béziers Hérault       | 2013                    |
| Nicolas Strauss      | Deuxième ligne         | 22/09/1979        | Afrique du Sud       | -          | Natal Sharks             | 2009                    |
| Romain Manchia       | Deuxième ligne         | 03/11/1991        | France               | -          | RC Toulon                | 2013                    |
| Tom Boidin           | Troisième ligne aile   | 19/06/1990        | Australie            | -          | Sydney University        | 2014                    |
| Jerry Collins        | Troisième ligne aile   | 04/11/1980        | Nouvelle-Zélande     |            | Yamaha Jubilo            | 2015                    |
| Rocky Elsom          | Troisième ligne aile   | 14/02/1983        | Australie            |            | RC Toulon                | 2014                    |
| Lei Tomiki           | Troisième ligne aile   | 22/07/1983        | Australie            | -          | Stade Français           | 2013                    |
| Paul Belzons         | Troisième ligne aile   | 10/09/1994        | France               | -          | Formé au club            | 2013                    |
| Jono Jenkins         | Troisième ligne aile   | 26/05/1986        | Australie            | -          | New South Wales Waratahs | 2012                    |
| Étienne Herjean      | Troisième ligne centre | 06/06/1991        | France               | -          | RC Toulon                | 2013                    |
| Yassine Jarmouni     | Troisième ligne centre | 15/03/1995        | France               | -          | Formé au club            | 2014                    |
| Otilo Kafotamaki     | Troisième ligne centre | 11/02/1991        | France               | -          | Racing Métro 92          | 2014                    |
| Pierrick Nova        | Demi de mêlée          | 10/03/1994        | France               | -          | Formé au club            | 2014                    |
| Sébastien Rouet      | Demi de mêlée          | 19/02/1985        | Espagne              |            | CA Saint-Étienne         | 2013                    |
| Brett Sheehan        | Demi de mêlée          | 16/09/1979        | Australie            |            | London Wasps             | 2014                    |
| Daniel Halangahu     | Demi d'ouverture       | 06/03/1984        | Australie            |            | Zebre                    | 2013                    |
| Christopher Ruiz     | Demi d'ouverture       | 29/05/1984        | Espagne              | -          | USA Perpignan            | 2005                    |
| Clint Eadie          | Trois-quart centre     | 02/09/1983        | Australie            | -          | US Bressane              | 2014                    |
| Nicolas Barrot       | Trois-quart centre     | 13/05/1993        | France               | -          | Formé au club            | 2014                    |
| Brendan Hegarty      | Trois-quart centre     | 13/07/1989        | France               | -          | Stade Toulousain         | 2009                    |
| Tyrone Smith         | Trois-quart centre     | 12/05/1983        | Australie            |            | Honda Heat               | 2013                    |
| Francis Fainifo      | Trois-quart aile       | 25/11/1983        | Australie            |            | Stade Français           | 2014                    |
| Benoît Jasmin        | Trois-quart aile       | 29/05/1991        | France               | -          | Stade Toulousain         | 2013                    |
| Sakiusa Navakadretia | Trois-quart aile       | 03/06/1985        | Fidji                | -          | CA Saint-Étienne         | 2013                    |
| Saia Fekitoa         | Trois-quart aile       | 31/07/1987        | Tonga                |            | Section paloise          | 2013                    |
| Quentin Étienne      | Arrière                | 14/07/1990        | France               | -          | ASM Clermont Auvergne    | 2012                    |
| Vincent Rattez       | Arrière                | 24/03/1992        | France               | -          | Racing Métro 92          | 2012                    |
| Shaun Foley          | Arrière                | 29/08/1986        | Australie            | -          | Randwick District RUFC   | 2012                    |

## Calendrier

### Pro D2
| - RC Narbonne - Stade montois : 12-20 - US Carcassonne - RC Narbonne : 15-13 - RC Narbonne - AS Béziers : 25-15 - SU Agen - RC Narbonne : 43-8 - RC Narbonne – SC Albi : 38-22 - RC Massy - RC Narbonne : 39-25 - RC Narbonne - Section paloise : 11-36 - RC Narbonne - Stade aurillacois : 33-17 - US Montauban - RC Narbonne : 17-18 - RC Narbonne- Colomiers rugby : 10-19 - US Dax - RC Narbonne : 12-3 - RC Narbonne - Tarbes PR : 36-23 - RC Narbonne - Biarritz olympique : 7-20 - CS Bourgoin-Jallieu - RC Narbonne : 37-18 - USA Perpignan - RC Narbonne : 38-12 | - RC Narbonne - US Montauban : 28-24 - Section paloise - RC Narbonne : 25-12 - Stade aurillacois - RC Narbonne : 33-11 - RC Narbonne - RC Massy : 31-25 - Colomiers rugby - RC Narbonne : 27-19 - Stade montois - RC Narbonne : 29-0 - RC Narbonne - US Carcassonne : 33-20 - Biarritz olympique - RC Narbonne : 34-19 - RC Narbonne - SU Agen : 23-15 - SC Albi - RC Narbonne : 17-13 - RC Narbonne - USA Perpignan : 31-21 - AS Béziers - RC Narbonne : 23-22 - RC Narbonne - CS Bourgoin-Jallieu : 16-16 - RC Narbonne - US Dax : 47-20 - Tarbes PR - RC Narbonne : 44-30 |

## Statistiques

### Statistiques collectives
Attaque
- 604 points marqués
  - 54 essais marqués (270 points)

Défense
- 746 points encaissés
  - 70 essais encaissés (350 points)

### Statistiques individuelles
Meilleur réalisateur
- Clint Eadie : 172 points

Meilleur marqueur
- Vincent Rattez : 8 essais (40 points)